# Grande Prêmio de Abu Dhabi de 2017
Grande Prêmio de Abu Dhabi de 2017 (formalmente denominado 2017 Formula 1 Etihad Airways Abu Dhabi Grand Prix) foi a vigésima e última etapa da temporada de 2017 da Fórmula 1. Foi disputada em 26 de novembro de 2017 no Circuito de Yas Marina, Abu Dhabi, Emirados Árabes Unidos.

## Relatório

### Treino Classificatório
Q1
Domínio da Mercedes na primeira fase do treino classificatório em Abu Dhabi, com Bottas anotando a melhor marca, 1m37s356, seguido de Hamilton, apenas 0s035 mais lento que o companheiro de equipe. Na sequência vieram as duas Ferrari, sendo Raikkonen o terceiro, Vettel o quarto. Completando os seis primeiros, a dupla da RBR, com Ricciardo à frente de Verstappen. Massa conseguiu passar ao Q2 em oitavo, marcando a melhor volta em 1m38s629.
Q2
Papéis invertidos na segunda parte do treino classificatório. Desta vez, Hamilton tratou de fazer a melhor volta, anotando 1m36s742, seguido de Bottas, 0s080 atrás. Entre as Ferrari, também inversão, com Vettel superando Raikkonen para ser o terceiro, enquanto o finlandês terminou em quarto. Ricciardo fechou em quinto, novamente à frente de Verstappen, o sexto. Com o cronômetro zerado, Massa tirou Alonso do Q3, anotando o décimo melhor tempo: 1m38s565.
Q3
O Q3 iniciou com uma batalha finlandesa: Bottas X Raikkonen. Melhor para o piloto da Mercedes #77, que saiu na frente com 1m36s231. Hamilton veio logo na sequência para tentar tirar a primeira posição do companheiro de equipe, mas não conseguiu, sendo 0s172 mais lento. Os carros, então, foram todos aos boxes antes de fazerem uma última tentativa. Lewis bem que tentou, mas errou na volta lançada e perdeu a chance de fazer mais uma pole em 2017. Com isso, Valtteri Bottas largará em primeiro pela segunda vez consecutiva na temporada. 

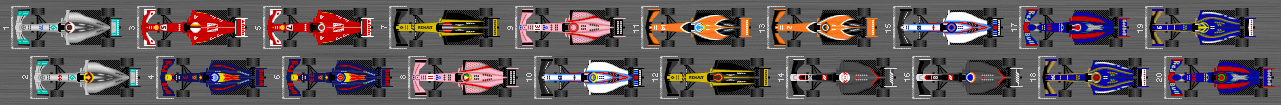
Grid de Largada

### Corrida
Depois que os pilotos fizeram um bom começo, as posições na frente não mudaram do grid de início para as primeiras voltas. Bottas manteve o primeiro lugar da pole position. Hamilton seguiu Bottas de perto, capaz de desafiar por posição às vezes. Hamilton, mais tarde, felicitou Bottas por sua performance dominante, dizendo que o primeiro "deu tudo, cada volta". Bottas disse que ele estava "gerenciando o ritmo e a forma como a corrida", e "Foi um sentimento agradável, um sentimento realmente agradável", sugeriu que ele poderia ter empurrado com mais força. Na verdade, Bottas levou a melhor na volta mais rápida nas últimas voltas.
Por trás, Vettel permaneceu em terceiro lugar durante a maior parte da corrida, em grande parte não desafiado para o pódio nem montando um desafio convincente contra o segundo lugar de Hamilton. Räikkönen colocou seu nariz à frente de Ricciardo no primeiro colo, mas Ricciardo ocupou o quarto lugar até se aposentar devido a uma falha hidráulica na 21ª volta. Ambos os motoristas de Toro Rosso se afastaram da pista, mas voltaram a completar a corrida como backmarkers. Todos os carros executaram uma estratégia. Carlos Sainz Jr., um dos carros mais atrasados para pit, foi lançado pela Renault com a roda dianteira esquerda solta. Sainz ficou fora do pitlane antes de abandonar, e a Renault sofreu uma multa pela libertação insegura. Outro piloto da Renault, Nico Hülkenberg, sofreu uma penalidade de stop de 5 segundos no início da corrida para ganhar uma vantagem cortando caminho. Mais tarde, serviu a penalidade durante um pit-stop agendado, houve uma demora na remoção da roda traseira direita, reduzindo sua posição de trilha para o 11º. Ele lutou até o 6º lugar para garantir os pontos necessários para levantar a Renault até a sexta posição no Campeonato de Construtores.
Os três primeiros permaneceram os mesmos durante a maior parte da corrida, Hamilton assumindo a liderança brevemente entre a primeira parada de pitão de Bottas e o próprio pit-stop. Bottas ganhou a corrida. Hamilton terminou em segundo lugar, com o Vettel terminando em terceiro lugar. A aposentadoria de Ricciardo foi significativa ao entregar o quarto lugar do Campeonato de Pilotos para Räikkönen. Excluindo o Ricciardo aposentado, os oito melhores lugares foram ordenados de forma idêntica à grade de partida. Fernando Alonso havia ultrapassado Massa pela nona. Massa terminou na décima posição, e marcou um ponto no seu último Grande Prêmio de Fórmula 1.

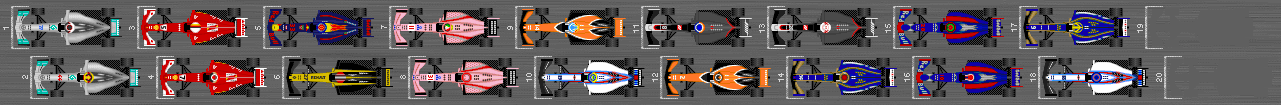
Resultado da corrida

## Pneus
| Nome do composto | Cor | Banda de rolamento | Condições de Tempo | Dry Type  | Aderência      | Longevidade   |
| ---------------- | --- | ------------------ | ------------------ | --------- | -------------- | ------------- |
| Ultra Macio      |     | Slick (P Zero)     | Seco               | Ultrasoft | Mais aderência | Menos durável |
| Super Macio      |     | Slick (P Zero)     | Seco               | Supersoft | Mais aderência | Menos durável |
| Macio            |     | Slick (P Zero)     | Seco               | Soft      | Médio          | Médio         |

## Resultados

### Treino Classificatório
| Pos.                     | Nº | Piloto            | Construtor           | Q1       | Q2       | Q3       | Grid |
| ------------------------ | -- | ----------------- | -------------------- | -------- | -------- | -------- | ---- |
| 1                        | 77 | Valtteri Bottas   | Mercedes             | 1:37.356 | 1:36.822 | 1:36.231 | 1    |
| 2                        | 44 | Lewis Hamilton    | Mercedes             | 1:37.391 | 1:36.742 | 1:36.403 | 2    |
| 3                        | 5  | Sebastian Vettel  | Ferrari              | 1:37.817 | 1:37.023 | 1:36.777 | 3    |
| 4                        | 3  | Daniel Ricciardo  | Red Bull-TAG Heuer   | 1:38.016 | 1:37.583 | 1:36.959 | 4    |
| 5                        | 7  | Kimi Räikkönen    | Ferrari              | 1:37.453 | 1:37.302 | 1:36.985 | 5    |
| 6                        | 33 | Max Verstappen    | Red Bull-TAG Heuer   | 1:38.021 | 1:37.777 | 1:37.328 | 6    |
| 7                        | 27 | Nico Hülkenberg   | Renault              | 1:38.781 | 1:38.138 | 1:38.282 | 7    |
| 8                        | 11 | Sergio Pérez      | Force India-Mercedes | 1:38.601 | 1:38.359 | 1:38.374 | 8    |
| 9                        | 31 | Esteban Ocon      | Force India-Mercedes | 1:38.896 | 1:38.392 | 1:38.397 | 9    |
| 10                       | 19 | Felipe Massa      | Williams-Mercedes    | 1:38.629 | 1:38.565 | 1:38.550 | 10   |
| 11                       | 14 | Fernando Alonso   | McLaren-Honda        | 1:38.820 | 1:38.636 | —        | 11   |
| 12                       | 55 | Carlos Sainz Jr.  | Renault              | 1:38.810 | 1:38.725 | —        | 12   |
| 13                       | 2  | Stoffel Vandoorne | McLaren-Honda        | 1:38.777 | 1:38.808 | —        | 13   |
| 14                       | 20 | Kevin Magnussen   | Haas-Ferrari         | 1:39.395 | 1:39.298 | —        | 14   |
| 15                       | 18 | Lance Stroll      | Williams-Mercedes    | 1:39.503 | 1:39.646 | —        | 15   |
| 16                       | 8  | Romain Grosjean   | Haas-Ferrari         | 1:39.516 | —        | —        | 16   |
| 17                       | 10 | Pierre Gasly      | Toro Rosso-Renault   | 1:39.724 | —        | —        | 17   |
| 18                       | 94 | Pascal Wehrlein   | Sauber-Ferrari       | 1:39.930 | —        | —        | 18   |
| 19                       | 9  | Marcus Ericsson   | Sauber-Ferrari       | 1:39.994 | —        | —        | 19   |
| 20                       | 28 | Brendon Hartley   | Toro Rosso-Renault   | 1:40.471 | —        | —        | 20   |
| Tempo dos 107%: 1:44.170 |    |                   |                      |          |          |          |      |
| Fonte:                   |    |                   |                      |          |          |          |      |

### Corrida
| Pos.   | Nu. | Piloto            | Construtor           | Voltas | Tempo/Retirado | Grid | Pontos |
| ------ | --- | ----------------- | -------------------- | ------ | -------------- | ---- | ------ |
| 1      | 77  | Valtteri Bottas   | Mercedes             | 55     | 1:34:14.062    | 1    | 25     |
| 2      | 44  | Lewis Hamilton    | Mercedes             | 55     | +3.899         | 2    | 18     |
| 3      | 5   | Sebastian Vettel  | Ferrari              | 55     | +19.330        | 3    | 15     |
| 4      | 7   | Kimi Räikkönen    | Ferrari              | 55     | +45.386        | 5    | 12     |
| 5      | 33  | Max Verstappen    | Red Bull-TAG Heuer   | 55     | +46.269        | 6    | 10     |
| 6      | 27  | Nico Hülkenberg   | Renault              | 55     | +1:25.713      | 7    | 8      |
| 7      | 11  | Sergio Pérez      | Force India-Mercedes | 55     | +1:32.062      | 8    | 6      |
| 8      | 31  | Esteban Ocon      | Force India-Mercedes | 55     | +1:38.911      | 9    | 4      |
| 9      | 14  | Fernando Alonso   | McLaren-Honda        | 54     | +1 Volta       | 11   | 2      |
| 10     | 19  | Felipe Massa      | Williams-Mercedes    | 54     | +1 Volta       | 10   | 1      |
| 11     | 8   | Romain Grosjean   | Haas-Ferrari         | 54     | +1 Volta       | 16   |        |
| 12     | 2   | Stoffel Vandoorne | McLaren-Honda        | 54     | +1 Volta       | 13   |        |
| 13     | 20  | Kevin Magnussen   | Haas-Ferrari         | 54     | +1 Volta       | 14   |        |
| 14     | 94  | Pascal Wehrlein   | Sauber-Ferrari       | 54     | +1 Volta       | 18   |        |
| 15     | 28  | Brendon Hartley   | Toro Rosso-Renault   | 54     | +1 Volta       | 20   |        |
| 16     | 10  | Pierre Gasly      | Toro Rosso-Renault   | 54     | +1 Volta       | 17   |        |
| 17     | 9   | Marcus Ericsson   | Sauber-Ferrari       | 54     | +1 Volta       | 19   |        |
| 18     | 18  | Lance Stroll      | Williams-Mercedes    | 54     | +1 Volta       | 15   |        |
| Ret    | 55  | Carlos Sainz Jr.  | Renault              | 31     | Roda solta     | 12   |        |
| Ret    | 3   | Daniel Ricciardo  | Red Bull-TAG Heuer   | 20     |                | 4    |        |
| Fonte: |     |                   |                      |        |                |      |        |

## Curiosidade
- Última corrida de Felipe Massa.
- Última corrida de Pascal Wehrlein.

## Voltas na Liderança
| Nº de Voltas | Piloto          | Voltas           |
| ------------ | --------------- | ---------------- |
| 52           | Valtteri Bottas | (1-21) e (25-55) |
| 3            | Lewis Hamilton  | (22-24)          |

## 2017DHLFastest Pit Stop Award

### Resultado
| 1      | 33 | Max Verstappen    | Red Bull-TAG Heuer | 2.15 | 25 |
| 2      | 19 | Felipe Massa      | Williams-Mercedes  | 2.49 | 18 |
| 3      | 10 | Pierre Gasly      | Toro Rosso-Renault | 2.50 | 15 |
| 4      | 5  | Sebastian Vettel  | Ferrari            | 2.50 | 12 |
| 5      | 18 | Lance Stroll      | Williams-Mercedes  | 2.51 | 10 |
| 6      | 2  | Stoffel Vandoorne | McLaren-Honda      | 2.56 | 8  |
| 7      | 44 | Lewis Hamilton    | Mercedes           | 2.61 | 6  |
| 8      | 20 | Kevin Magnussen   | Haas-Ferrari       | 2.62 | 4  |
| 9      | 7  | Kimi Räikkönen    | Ferrari            | 2.62 | 2  |
| 10     | 77 | Valtteri Bottas   | Mercedes           | 2.63 | 1  |
| Fonte: |    |                   |                    |      |    |

### Classificação
| Tabela do DHL Fastest Pit Stop Award \| Pos \| Construtor \| Pontos \| Var \| \| --- \| -------------------- \| ------ \| --- \| \| 1 \| Mercedes \| 472 \| 0 \| \| 2 \| Williams-Mercedes \| 432 \| 0 \| \| 3 \| Red Bull-TAG Heuer \| 344 \| 0 \| \| 4 \| Ferrari \| 251 \| 0 \| \| 5 \| Force India-Mercedes \| 155 \| 0 \| \| 5 \| Toro Rosso \| 155 \| 0 \| \| 7 \| Haas-Ferrari \| 130 \| 0 \| \| 8 \| McLaren-Honda \| 62 \| 0 \| \| 9 \| Renault \| 8 \| 0 \| \| 10 \| Sauber-Ferrari \| 1 \| 0 \| |                      |        |     |
| Pos | Construtor           | Pontos | Var |
| 1 | Mercedes             | 472    | 0   |
| 2 | Williams-Mercedes    | 432    | 0   |
| 3 | Red Bull-TAG Heuer   | 344    | 0   |
| 4 | Ferrari              | 251    | 0   |
| 5 | Force India-Mercedes | 155    | 0   |
| 5 | Toro Rosso           | 155    | 0   |
| 7 | Haas-Ferrari         | 130    | 0   |
| 8 | McLaren-Honda        | 62     | 0   |
| 9 | Renault              | 8      | 0   |
| 10 | Sauber-Ferrari       | 1      | 0   |

|  |                                        |
|  | Vencedor do DHL Fastest Pit Stop Award |
|  | 2º Colocado                            |
|  | 3º Colocado                            |

## Tabela do campeonato após a corrida
Somente as cinco primeiras posições estão incluídas nas tabelas.
| Pos | Piloto           | Pontos | Var |
| --- | ---------------- | ------ | --- |
| 1   | Lewis Hamilton   | 363    | 0   |
| 2   | Sebastian Vettel | 317    | 0   |
| 3   | Valtteri Bottas  | 305    | 0   |
| 4   | Kimi Räikkönen   | 205    | 1   |
| 5   | Daniel Ricciardo | 200    | 1   |

| Pos | Construtor           | Pontos | Var |
| --- | -------------------- | ------ | --- |
| 1   | Mercedes             | 668    | 0   |
| 2   | Ferrari              | 522    | 0   |
| 3   | Red Bull-TAG Heuer   | 368    | 0   |
| 4   | Force India-Mercedes | 187    | 0   |
| 5   | Williams-Mercedes    | 83     | 0   |

|  |              |
|  | Campeão      |
|  | Vice-Campeão |
|  | 3º Colocado  |

- Commons